# Stara Jesionka
Stara Jesionka (Jesionka) – osada w Polsce położona w województwie pomorskim, w powiecie bytowskim, w gminie Kołczygłowy.